# ОШ Јосиф Панчић Орашац
ОШ „Јосиф Панчић” у Орашцу, једна је од установа основног образовања на територији града Лесковца, основана 1908. године.
Нова школска зграда саграђена је на периферији села 1988. године и има 6 учионица, библиотеку, зборницу, радионицу, 4 канцеларије, хол, два ходника и подрум. Матичну школу у Орашцу од првог разреда похађају ученици из самог села. Издвојена одељења која припадају школи налазе се у насељима: Градашница, Горња Купиновица, Пискупово, Јарсеново и Ступница и у њима наставу похађају ученици од 1. до 4 разреда. Од 5. до 8. разреда и ови ученици наставу похађају у матичној школи у једној смени, сем ученика из Градашнице.
Настава физичког васпитања изводи се на полигону који се налази у школском дворишту, а у зимским условима, у учионици и холу због недостатка фискултурне сале. Школска зграда поседује информатички кабинет где се изводи настава информатике и рачунарства, и изборна настава за разредну наставу. Настава физике, хемије, билогије и музичке културе изводи се у учионицама. Школске просторије у централној школи, греју се на чврсто гориво-дрво/угаљ, као и издвојена одељења. У свим издвојеним одељењима школске зграде су грађене наменски, али су зграде у Горњој Купиновици и Ступници дотрајале. Настава у селу Пискупово се није одвијала због недостатка полазника.